# 1. ŽNL Dubrovačko-neretvanska 2009./10.
1. ŽNL Dubrovačko-neretvanska u sezoni 2009./10. predstavlja ligu petog ranga hrvatskog nogometnog prvenstva. Prvak ovog natjecanja bio je NK SOŠK Ston. Svi sudionici ove lige u prošloj sezoni su bili u šestom rangu natjecanja.

## Sustav natjecanja
U ligi sudjeluje osam klubova, a održava se u periodu jesenske i proljetne polusezone dvokružnim sistemom. Svi klubovi međusobno igraju jedni protiv drugih jednom kao gosti i jednom kao domaćini. Osam klubova je igralo dvokružnim liga-sustavom (14. kolo).

## Sudionici
- Enkel – Popovići
- Faraon – Trpanj
- Iskra – Janjina
- Omladinac – Lastovo
- Putniković – Putniković
- Rat – Kuna Pelješka
- SOŠK 1919 – Ston
- Žrnovo – Žrnovo

## Ljestvica
Napomena: Tablica je netočna (gol-razlika 175:164)
| Poz. | Momčad                | U  | P | N | I | G+ | G– | G+/– | Bod. | Nastavak natjecanja ili ispadanje |
| ---- | --------------------- | -- | - | - | - | -- | -- | ---- | ---- | --------------------------------- |
| 1.   | SOŠK 1919 Ston (P, R) | 13 | 9 | 1 | 3 | 32 | 20 | +12  | 28   | 2. ŽNL                            |
| 2.   | Iskra (R)             | 14 | 7 | 2 | 5 | 32 | 25 | +7   | 23   | 2. ŽNL                            |
| 3.   | Putniković (R)        | 13 | 7 | 4 | 2 | 27 | 13 | +14  | 25   | 2. ŽNL                            |
| 4.   | Omladinac Lastovo (R) | 9  | 4 | 2 | 3 | 19 | 13 | +6   | 14   | 2. ŽNL                            |
| 5.   | Žrnovo (R)            | 12 | 5 | 2 | 5 | 24 | 21 | +3   | 17   | 2. ŽNL                            |
| 6.   | Faraon (R)            | 13 | 3 | 2 | 8 | 18 | 28 | −10  | 11   | 2. ŽNL                            |
| 7.   | Rat (R)               | 13 | 3 | 2 | 8 | 13 | 26 | −13  | 11   | 2. ŽNL                            |
| 8.   | Enkel (R)             | 11 | 2 | 3 | 6 | 10 | 18 | −8   | 9    | 2. ŽNL                            |

- Pojedine utakmice su poništene ili odgođene, neslužbena ljestvica

## Vanjske poveznice
- Facebook stranica ŽNS Dubrovačko - neretvanski
- Županijski nogometni savez Dubrovačko-neretvanske županije